# Петерсен, Ян (политик)
Ян Петерсен (норв. Jan Petersen, род. 11 июня 1946, Осло, Норвегия) — норвежский государственный и политический деятель, член Консервативной партии.

## Биография
Был избран в норвежский парламент от округа Акерсхус в 1981 году и позже переизбран шесть раз. В период с 1973 по 1977 год служил представителем депутата. С 2001 по 2005 год занимал должность министра иностранных дел в правительстве под руководством Хьеля Магне Бунневика. В течение этого периода его место в парламенте занимал Андрей Октай Даль.
На местном уровне Петерсен являлся членом муниципального совета Оппегора с 1967 по 1983 год, и мэром с 1975 по 1981 год.
Возглавлял Консервативную партию с 1994 по 2004 год. С 1971 по 1973 год был лидером Молодых Консерваторов (Unge Høyre), молодёжного крыла Консервативной партии.
В 1973 году Петерсен получил степень кандидата юридических наук в Университете Осло. До начала политической карьеры несколько лет работал в Норвежском Агентстве по Сотрудничеству в Целях Развития (Norad). С 2009 по 2014 год служил послом Норвегии в Австрии, после чего вышел на пенсию.

## Награды
- В 2004 году был награждён орденом Святого Олафа со степенью Командора со звездой.
- Великий офицер ордена Великого князя Литовского Гядиминаса (25 июня 2004 года, Литва)[2].
- Памятный знак за личный вклад в развитие трансатлантических отношений Литвы и по случаю приглашения Литовской Республики в НАТО (12 февраля 2003 года, Литва)[3].